# قائمة جزر موريتانيا
موريتانيا لها ساحل على المحيط الأطلسي ومن أهم جزرها:
- جزيرة أرغين.[2]
- جزيرة تيدرة.[3]
- جزيرة كيجي.
- جزيرة نير.[4]